# Сільвіо Пароді
Сільвіо Пароді Рамос (ісп. Silvio Parodi Ramos, нар. 6 листопада 1931, Луке) — парагвайський футболіст, що грав на позиції півзахисника. По завершенні ігрової кар'єри — тренер.
Виступав за клуби «Васко да Гама», «Фіорентина» та «Расінг», а також національну збірну Парагваю, у складі якої став чемпіоном Південної Америки 1953 року.

## Клубна кар'єра
1954 року виступав у Бразилії за команду клубу «Васко да Гама», в якій провів один сезон. 
Своєю грою за цю команду привернув увагу представників тренерського штабу клубу «Фіорентина», до складу якого приєднався 1956 року. Відіграв за «фіалок» наступний сезон своєї ігрової кар'єри, так й не ставши регулярним гравцем основного складу.
1957 року повернувся до «Васко да Гама». Цього разу провів у складі його команди один сезон. 
Завершив професійну ігрову кар'єру у клубі «Расінг», за команду якого виступав протягом 1961—1962 років.

## Виступи за збірну
1951 року дебютував в офіційних матчах у складі національної збірної Парагваю. Протягом кар'єри у національній команді, яка тривала 11 років, провів у формі головної команди країни 21 матч, забивши 5 голів.
У складі збірної був учасником Чемпіонату Південної Америки 1953 року у Перу, здобувши того року титул континентального чемпіона. У фінальному матчі турніру, в якому з рахунком 3:2 були обіграні бразильці, взяв участь, вийшовши на заміну.

## Кар'єра тренера
1987 року очолював тренерський штаб збірної Парагваю, діями якої керував на тогорічному розіграші Кубка Америки, що проходив в Аргентині і де парагвайці провели дві гри групового турніру, здобули в них лише одну нічию і до стадії плей-оф не вийшли.